# Новый Маныч
Новый Маныч — село в Сальском районе Ростовской области.
Входит в состав Екатериновского сельского поселения.

## Название
Название села связано с его расположением в нижнем течении Егорлыка, вблизи его впадения в Маныч. Также село было известно как Кривое вследствие того, что вблизи села Егорлык резко закривляется в своем течении.

## География
Село расположено на левом берегу реки Большой Егорлык в 15 км к востоку от села Екатериновка.

### Улицы
- ул. Восточная,
- ул. Западная,
- ул. Степная,
- ул. Центральная,
- ул. Южная.

## История
Основано в 1855 году на казенной земле выходцами из Харьковской, Полтавской и Воронежской губерний.
По состоянию на 1897 год в селе действовало начальное училище, из торгово-промышленных заведений действовало 4 лавки со смешанным товаром, 22 ветряные мельницы, 1 маслобойни, 2 овчинодельных завода. В 1906 году была построена новая Георгиевская церковь, взамен старой, разобранной за ветхостью, построенной ещё в 1856 году. В 1911 году население в селе Новоманычском 2637, в отселке Полтавском (в 2 в.) 1057. Всего 3694 человек. Входило в состав Медвеженского уезда Ставропольской губернии.
В годы Великой Отечественной войны многие жители села Новый Маныч ушли на фронт. Фронт в августе 1942 года приблизился к поселку. Село почти полгода было оккупировано немцами.
В январе 1943 года войска Юго-Западного, Степного и Южного фронтов развернули бои за освобождение Сальского района Ростовской области. Наиболее упорными бои были за села Новый Маныч и Бараники.
16 января 98-я бригада вела бой с немецкими танками в районе села Новый Маныч. 98-я стрелковая бригада под командованием подполковника ЛЯШЕНКО Василий Алексеевич (с 17.01.1943 г. гвардии подполковник МАМЧУР Никифор Иванович) овладела южной и северной окраиной села. Село переходило из рук в руки несколько раз. Через Маныч были взорваны переправы, а берег реки был заминирован. 19 января 1943 года село было освобождено.
За этот бой в селе Новом Маныче было награждено орденами и медалями 42 бойца 98-й стрелковой бригады. Командиры групп были награждены орденами Красной Звезды.

## Население
Динамика численности населения
| 1873 | 1909 | 1926 |
| ---- | ---- | ---- |
| 1219 | 2553 | 2340 |

| 1883 | 1884  | 2010 |
| ---- | ----- | ---- |
| 2190 | ↗2219 | ↘290 |

## Достопримечательности
- Мемориал-обелиск погибшим при освобождении села Новый Маныч и братская могил. Мемориал-обелиск в селе Новый Маныч установлен погибшим в годы Великой Отечественной войны в боях за село в январе 1943 года. Мемориал расположен в центре села в парковой зоне.

Мемориал расположен на насыпном кургане и представляет собой скульптуру солдата с винтовкой за плечом. Скульптура изготовлена из монолитного бетона. На курган проложены ступени, с двух сторон кургана находятся две бетонные стены. На каждой плите с одной стороны установлены барельефы со сценами боев, на другой стороне на мраморных плитах написаны имена погибших воинов. Перед памятником расположено надгробие и вечный огонь с надписью: «В кровопролитных боях за освобождение Родины с 13 по 18 января 1943 г. погибли и похоронены здесь советские воины — 489 человек. Вечная память Героям — освободителям». Мемориал был открыт в девяностых годах XX века.